# 1. Mobile Flotte
Die 1. Mobile Flotte des Japanischen Kaiserreichs (japanisch 第一機動艦隊, Dai-Ichi Kidō Kantai) war eine Flotte der Kaiserlich Japanischen Marine. Sie wurde am 1. März 1944 während des Pazifikkriegs im Zweiten Weltkrieg gegründet. Ihre Existenz war nur von relativ kurzer Dauer, da sie am 15. November 1944 wieder aufgelöst wurde.
Die Kombinierte Flotte wurde Anfang 1944 einer umfassenden Neuorganisation unterzogen. Mit Wirkung zum 25. Februar wurde die 1. Flotte aufgelöst. Die 1: Mobile Flotte (in japanischen Depeschen öfter auch als 1. Eingreifflotte bezeichnet) wurde aus der 1. und 2. Flotte organisiert und am 1. März direkt der Kombinierten Flotte zugeteilt. Dies führte dazu, dass die sechs Schlachtschiffe der alten 1. Flotte mit den sechs Schweren Kreuzern und den Deckungseinheiten der alten 2. Flotte kombiniert wurden. Daher entstanden jetzt zwei Flotten unter dem gemeinsamen Kommando der 1. Mobilen Flotte; die neue 2. und die 3. Flotte. Als Kommandant wurde Vizeadmiral Ozawa Jisaburō eingesetzt, der zu dieser Zeit auch Befehlshaber der 3. Flotte war. Er übernahm den Posten am 30. März.

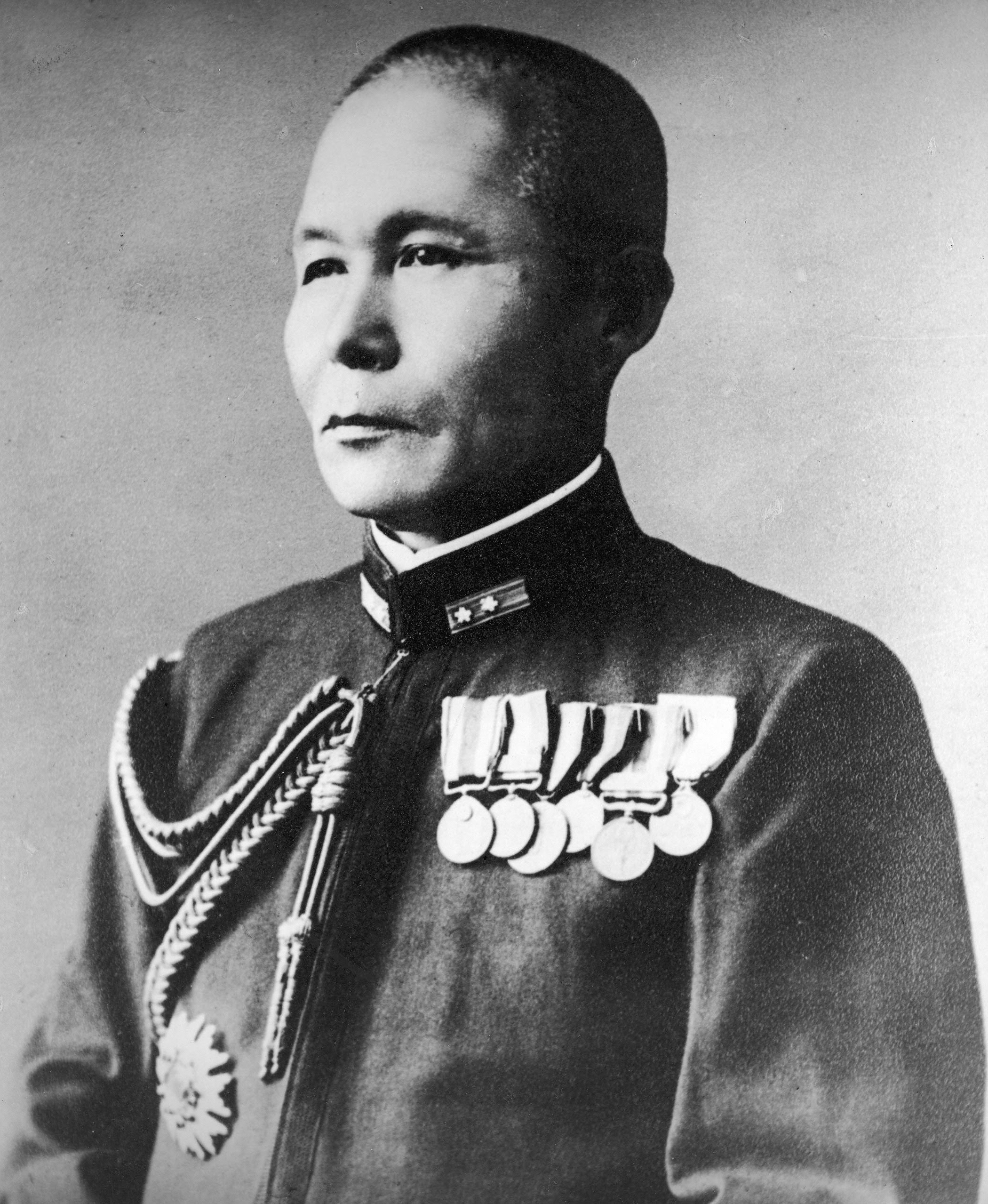
Vizeadmiral Ozawa Jisaburō

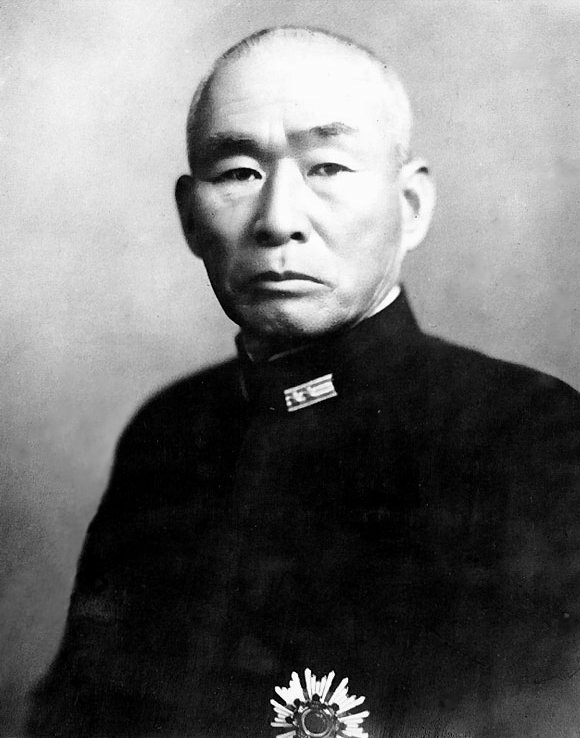
Vizeadmiral Takeo Kurita

## Zusammensetzung der 1. Mobilen Flotte zum 1. März 1944
|              | 2. Flotte | 3. Flotte |
| ------------ | --- | --- |
| Befehlshaber | Vizeadmiral Kurita Takeo | Vizeadmiral Ozawa Jisaburō |
| Einheiten    | 1. Schlachtschiffdivision - Musashi, Nagato, Yamato 3. Schlachtschiffdivision - Haruna, Kongō 4. Kreuzerdivision - Atago, Chokai, Takao, Maya 3. Kreuzergeschwader - Myōkō, Haguro 7. Kreuzerstaffel - Chikuma, Kumano, Suzuya, Tone 2. Zerstörergeschwader - 13 Zerstörer | 1. Flugzeugträgerdivision - Shōkaku, Zuikaku, Taihō 2. Flugzeugträgerdivision - Chitose, Chiyoda, Zuihō 10. Zerstörergeschwader - 16 Zerstörer Weitere Einheit: - Mogami |

## Einsätze der 1. Mobilen Flotte
Für die Verteidigung des japanischen Einflussbereichs im Zentralpazifik gruppierte Vizeadmiral Ozawa Jisaburō die Einheiten der 1. Mobilen Flotte um. Die Schlacht um die Marianen-Inseln und die  Operation Kon waren die ersten Einsätze der 1. Mobilen Flotte.
|              | 2. Flotte | 3. Flotte |
| ------------ | --- | --- |
| Befehlshaber | Vizeadmiral Kurita Takeo | Vizeadmiral Ozawa Jisaburō |
| Einheiten    | 1. Schlachtschiffdivision (Vizeadmiral Yoshio Suzuki) - Fusō, Haruna, Kongō, Musashi, Nagato, Yamato 4. Kreuzerdivision (Vizeadmiral Kurita Takeo) - Atago, Chokai, Takao, Maya 5. Kreuzergeschwader (Konteradmiral Hashimoto Shintarō) - Myōkō, Haguro 7. Kreuzerstaffel - Chikuma, Kumano, Mogami, Suzuya, Tone 2. Zerstörergeschwader (Konteradmiral Hayakawa Mikio) - Noshiro - 13 Zerstörer | 1. Flugzeugträgerdivision (Vizeadmiral Ozawa Jisaburō) - Shōkaku, Zuikaku, Taihō 2. Flugzeugträgerdivision (Konteradmiral Joshima Takaji) - Hiyō, Jun’yō, Ryūhō 3. Flugzeugträgerdivision (Konteradmiral Obayashi Sueo) - Chitose, Chiyoda, Zuihō 10. Zerstörergeschwader (Konteradmiral Kimura Susumu) - Yahagi - 17 Zerstörer 1. und 2. Versorgungsgruppe - 9 Tanker - 5 Zerstörer |

Nach der Schlacht in der Philippinensee bei der die 1. Mobile Flotte drei Flugzeugträger und mehr als 300 Flugzeuge verlor, begannen die Vorbereitungen hinsichtlich des Shō-gō-Plans, der im Juli 1944 ausgearbeitet worden war und im September des Jahres in Kraft trat. Bei der folgenden See- und Luftschlacht im Golf von Leyte zwischen dem 23. und 26. Oktober gingen weitere vier Flugzeugträger und etliche Schiffe der 1. Mobilen Flotte verloren.
Am 15. November 1944 wurde die 1. Mobile Flotte, inklusive der 3. Flotte, aufgelöst. Die 2. Flotte wurde unter den Befehl der Kombinierten Flotte gestellt. Drei Tage später wurde Ozawa Jisaburō zum stellvertretenden Direktor des Generalstabs der kaiserlichen japanischen Marine und Direktor der Seekriegsakademie ernannt.